# Arthonia sexlocularis
Arthonia sexlocularis är en lavart som beskrevs av Zahlbr. Arthonia sexlocularis ingår i släktet Arthonia och familjen Arthoniaceae.   Inga underarter finns listade i Catalogue of Life.